# Radama I
Radama I (1793 - 27 de julho de 1828) foi o rei de Madagascar desde a sua unificação em 1810 até à sua morte em 1828. Ele foi o responsável pelo início da modernização da ilha e fez acordos diplomáticos com potências europeias como Reino Unido e França, o que lhe deu o epíteto de "O Grande".

## Início da vida
Nascido como Laidama, em 1793, foi o filho do rei Andrianampoinimerina de Merina e sua consorte Rambolamasoandro. Desde seu nascimento foi apontado como herdeiro de seu pai, que era até então o rei de Merina, região central de Madagascár. Foi educado na corte real do reino com missionários e aprendeu as língua e a escrita do malgaxe e do árabe, ensinado pelos ombiasy (Astrólogos da corte). Em sua juventude foi descrito com media 1,60, ombros largos e cintura estreita.
Em sua adolescência acompanhou seu pai em uma expedição militar para pacificar o reino de Batsileo, que havia renunciado ao juramento de vassalagem ao Reino Merina. O plano inicial era capturar o rei Andriamanalina, na cidade fortificada de Fontanana, atual Antsirabe, porém sem sucesso. Quando retornaram, cerca de um ano depois, Andrianampoinimerina dividiu o exercito em duas ordens, nomeando Laidama como comandante da segunda, dando-lhe assim a primeira oportunidade de liderar um exercito. Ele estava acompanhado por um grupo de soldados experientes chamados Tantsaha e Andriandtsoanandria, dois dos conselheiros militares mais experientes de seu pai, e negociou com êxito a rendição de várias cidades em Betsileo. Andrianampoinimerina finalmente capturou e executou Andriamanalina, e juntos Laidama e seu pai também capturaram a estratégica cidade de Kiririoka. No leito de morte de seu pai, ele teria dito ao filho.. "O mar é a fronteira do meu arrozal". Radama então jurou a seu pai que cumpriria seu grande sonho de unificar a ilha de Madacascar.

## Reinado

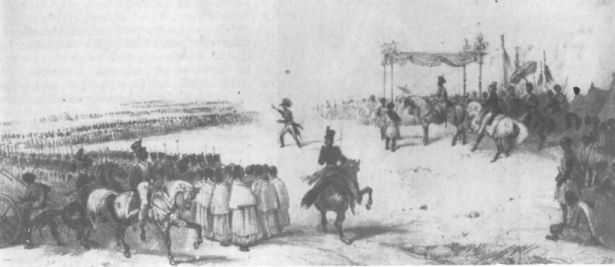
Radama I reavendo suas tropas, 1825

Laidama se tornou rei em 1810 após a morte de seu pai, com isso adotou o nome de trono de Radama I. Entretanto houve muita resistência por parte de outros povos subjugados que não o aceitavam como soberano, principalmente os batsileos que estavam com seu país sob vassalagem de Merina. Por conta disso, o rei teve de enviar expedições militares para apaziguar e reprimir os povos de outros reinos. O rei também fez alianças com britânicos para garantir seu lugar ao trono e conseguir apoio e progresso ao país. Seus principais aliados europeus foram os missionários David Jones e David Griffiths, que introduziram a London Missionary Society (LMS) no reino.
Em 1816 muitos militares britânicos reforçaram sua influência sob a região, como uma forma de impedir ataques da França, que na época era a principal rival do Reino Unido. A Influência e aliança dos britânicos foi muito importante para Radama, pois em troca dela, os generais europeus cederam cavalos, armas, trajes militares e uma melhor infraestrutura das cidades do país. Além disso os britânicos reconheceram Radama como "rei de Madagascar" e a soberania de Merina sobre os demais reinos. Ainda assim os britânicos ainda tinham suas exigências como; Concessão de portos de comercio para as colônias na região do Indico, além do fim da exportação legal de escravos que apesar da proibição, continuou de forma clandestina ate a década de 1860.
Entre 1820 e 1825 a LMS estabeleceu as primeiras escolas inglesas para malgaxes, que acima de tudo, alfabetizavam e educavam os andrianas, elite governantes do país, e imprimiam bíblias em malgaxe. Os europeus também começaram a escrever o idioma malgaxe utilizando o alfabeto latino. Toda a influência europeia fez o tradicionalismo malgaxe entrar em conflito com as inovações culturais e estruturais de Radama I. Isso causou revoltas e conspirações de tradicionalistas contra o rei.
Durante este tempo e com a ajuda do apoio britânico, o exército de Radama tornou-se a força dominante que lhe permitiu unificar a maior parte da ilha por meio da guerra. Radama admirava a figura de Napoleão Bonaparte e baseou-se na estrutura e nas táticas europeias para modernizar seu exército e vencer as guerras, que incluíam generais franceses, britânicos e jamaicanos como parte do apoio estrangeiro. A expansão territorial de Radama começou em 1817 com uma campanha para a cidade portuária de Toamasina, no leste do país, onde ele estabeleceu um posto militar. Isso foi seguido por uma série de campanhas para o oeste em Menabe em 1820, 1821 e 1822. No ano seguinte, Radama enviou expedições militares ao longo da costa nordeste, estabelecendo postos militares em Maroantsetra, Tintingue e Mananjary. Em 1824, outras expedições estabeleceram postos em Vohemar, Diego Suarez e Mahajanga. Em 1825, foram estabelecidos postos militares nas cidades costeiras do sudeste de Farafangana e Fort Dauphin. A última campanha e conquista militar de Radama foi feita em 1827 contra o reino Antaisaka. Logo após esta última o reino Tanala ao norte se tornou vassalo de Merina. A ilha de Madagascar estava quase totalmente unificada em 1828 com a soberania de Merina. Os únicos reinos ainda independentes foram dos povos Bara, Mahafaly e Antrandoy ao sul da ilha.

## Morte e Sucessão

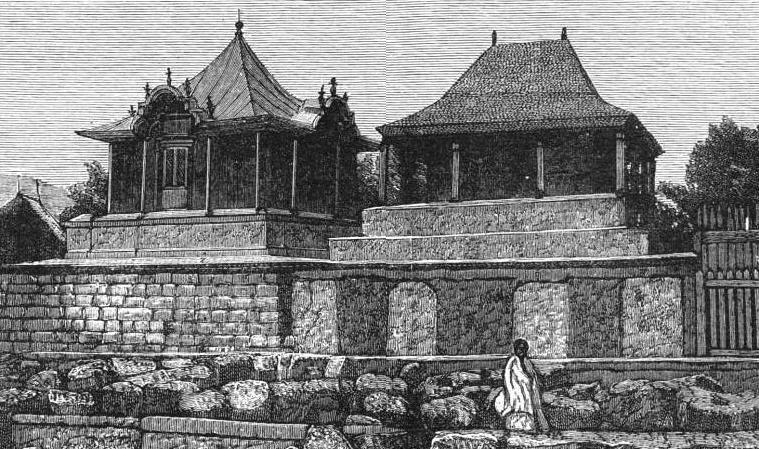
Tumba do rei Radama I (Direita), 1885

Radama I faleceu prematuramente em 27 de julho de 1828 com cerca de 35 anos de idade, no Palácio Rova. Fontes históricas conflitantes fornecem relatos sobre a causa da morte. Muitos anos de vida militar podem ter causado sérias feridas em seu corpo ou o alcoolismo podem ter sido as causas principais. O motivo oficial de sua morte foi anunciado como intoxicação. Existe ainda uma hipótese do rei ter sido envenenado por sua esposa Ramavo, com quem tinha uma relação complicada e conflitante com o mesmo.
Radama foi enterrado em uma tumba de pedra no Rova de Antananarivo. De acordo com as normas arquitetônicas malgaxes, seu tumulo foi colocado em uma casa sagrada (Trano masino), simbolo de realeza. Assim como seu pai e outros soberanos da dinastia Merina o fizeram, ele foi seputado em um caixão de prata e foi enterrado com adereços funerários como uma lamba de seda verde escura, pinturas ao estilo europeu, moedas, peças de roupas de luxo, espadas, joias, vasos de ouro e recipientes de prata. Ao lado de cada parte da casa sagrada havia dois espelhos, uma cama, várias cadeiras e uma mesa com uma garrafa de água, reabastecida anualmente no fandroana (festa do banho real). A maioria desses itens foram perdidos em um incêndio no Rova de Anatananarivo (agora museu) em 1995.
O monarca malgaxe faleceu sem deixar um herdeiro claro, mas como era no costume local, o herdeiro legítimo foi seu sobrinho Rakotobe, filho mais velho de uma irmã de Radama. Rakotobe era favorável a abertura do país para o exterior e novas alianças com europeus, com planos ainda mais ambiciosos de progresso ao país, coisa que era reprovada pelo conselho real de maioria tradicionalista. Por este conflito, ocorreu um golpe de estado e o parlamento apoiou a consorte principal de Radama, Ramavo, que subiu ao trono com o nome de Ranavalona I, apoiada por tradicionalistas.

## Cultura popular
- O nome do rei foi mencionado em duas canções brasileiras; da banda de reggae Reflexu's, nas musicas "Madágascar Olodum" e na canção "Ranavalona - Bravuras Malgaxes" de Olodum.